# Victor Band

Victor Band, Porträtfoto aus Buch Der Großdeutsche Reichstag 1938, IV. Wahlperiode

Victor Band, auch Viktor Band, (* 4. Dezember 1897 in St. Leonhard (Gemeinde Grödig); † 31. Oktober 1973 in Wien) war ein österreichischer Ingenieur und politischer Funktionär  der NSDAP, für die er Reichstagsabgeordneter war.

## Leben

### Jugend und Ausbildung
Band war der Sohn eines Oberinspektors der Österreichischen Bundesbahnen. Er besuchte von 1904 bis 1916 die Volksschule, die Unter-Mittelschule und die Infanterie-Kadettenschule in Wien-Breitensee. Ab 1916 war er als Fähnrich Teilnehmer des Ersten Weltkrieges. Zunächst beim k.u.k. Infanterie-Regiment Nr. 34, wurde er an der Front in Russland und Italien eingesetzt und dabei mehrfach verwundet. Nach dem Waffenstillstand schloss sich Band dem „Deutsch-Österreichischen Volkswehrbataillon XXII“ an, einer rechtsextremen paramilitärischen Truppe, aus der er Ende 1919 freiwillig als Oberleutnant ausschied.
Nach einem Studium der Elektrotechnik an der Technischen Hochschule in Wien arbeitete Band zwischen 1927 und 1933 als Diplom-Ingenieur in Österreich, den USA und der Sowjetunion. In der letzteren war er in der Telefonfabrik Lenin in Gorki tätig. Ab 1919 gehörte Band zehn Jahre lang der SDAP an. Außerdem war er Mitglied im sozialdemokratischen Bund der Industrieangestellten.

### Laufbahn in der NS-Bewegung
Ab 1929 wandte sich Band der NSDAP zu. Eigenen Angaben zufolge trat er der Partei zum 1. September 1932 bei. Als er am 20. Juni 1938 offiziell die Aufnahme beantragte, wurde er rückwirkend zum 1. Mai desselben Jahres aufgenommen (Mitgliedsnummer 6.199.262). Obwohl man seine frühe Mitgliedschaft anerkannte, wurde sein Antrag bezüglich einer entsprechend niedrigeren Mitgliedsnummer von der Reichsleitung der NSDAP abgewiesen, da er nicht vor 1938 bei der Partei erfasst war.
Juni 1933 wurde Band Arbeitsfreiwilliger im nationalsozialistischen freiwilligen „Österreichischen Arbeitsdienst“ (ÖAD), welcher der SA angegliedert war und war dort als Mitglied der Landesleitung in führender Stellung aktiv, ehe der ÖAD 1934 von der österreichischen Regierung aufgelöst wurde. Außerdem wurde er Mitglied der Wiener SA selbst, in der er rasch avancierte und deren Führer er April 1934 wurde.
Nach dem gescheiterten Staatsstreich der österreichischen Nationalsozialisten wurde Band im Juli 1934 verhaftet und vom Wiener Militärgerichtshof am 25. Mai 1935 wegen Hochverrats zu lebenslänglichem schweren Kerker verurteilt. Indizien sprechen dafür, dass er die Pläne für den Überfall auf das österreichische Bundeskanzleramt im Zuge des Juliputsches entwarf, bei dem Engelbert Dollfuß ermordet wurde. Die Strafe verbüßte er bis zu der im Zuge des Berchtesgadener Abkommens beschlossenen Amnestie vom Februar 1938.
Nach dem „Anschluss Österreichs“ an das Deutsche Reich im März 1938 wurde Band freigelassen. In der SA erreichte er zu dieser Zeit seinen höchsten Rang mit der Beförderung zum Brigadeführer mit Wirkung zum 12. März 1938. Bei der Reichstagswahl vom 10. April 1938 erhielt Band außerdem ein Mandat für den nationalsozialistischen Reichstag, dem er bis zum Ende der NS-Herrschaft angehörte. 1940 wurde er mit dem „Blutorden“ der NSDAP ausgezeichnet.
Von 1939 bis 1945 war Band Arbeitsgauführer des Arbeitsgaus XXXV in Wien. Dabei hatte er zunächst den Rang eines Oberstarbeitsführers im Reichsarbeitsdienst, später wurde er bis zum Obergeneralarbeitsführer befördert. 1944 wurde er Ratsherr der Stadt Wien.
Nach dem Krieg wurde Band im Lager Glasenbach bei Salzburg interniert. Ab dem 27. Juni 1947 war er zeitweise im Gefängnis des Landgerichts I in Wien inhaftiert. Band starb im Oktober 1973 in Wien.